# ديفيد إل. توماس
ديفيد إل. توماس (بالإنجليزية: David L. Thomas)‏ هو سياسي أمريكي، ولد في 10 سبتمبر 1949 في سينيكا في الولايات المتحدة. حزبياً، نشط في الحزب الجمهوري. وقد انتخب عضو مجلس ولاية كارولاينا الجنوبية.